# 파스퇴르 라하자손

파스퇴르 라하자손(프랑스어: Pasteur Rahajason, 말라가시어: Pasteur Rahajason, 1897년~1971년)은 마다가스카르의 시인이다.
그는 1958년 마다가스카르의 국가인 오, 우리의 사랑하는 조국이여의 가사를 썼다. 노베르 라하리소나가 그 시에 곡을 붙였다. 하지만 그 작품에서는 식민지 시절 선교사에 의해 하나님이 탄생했다는 내용을 포함하고 있었다. 이는 마다가스카르에서는 있을 수 없는 일이라 하였고, 끝내 그 시를 버리고 말았다.
1971년 사망하였다.